# Starozagorski Bani, Stara Zagora
Starozagorski Bani (în bulgară Старозагорски Бани) este un sat în comuna Stara Zagora, regiunea Stara Zagora,  Bulgaria. 

## Demografie
Componența etnică a satului Starozagorski Bani
     Bulgari (96,3%)
     Nicio identificare (2,76%)
     Altele (0,92%)
La recensământul din 2011, populația satului Starozagorski Bani era de 325 locuitori. Din punct de vedere etnic, majoritatea locuitorilor (96,3%) erau bulgari. Pentru 2,76% din locuitori nu este cunoscută apartenența etnică.